# Gnometris

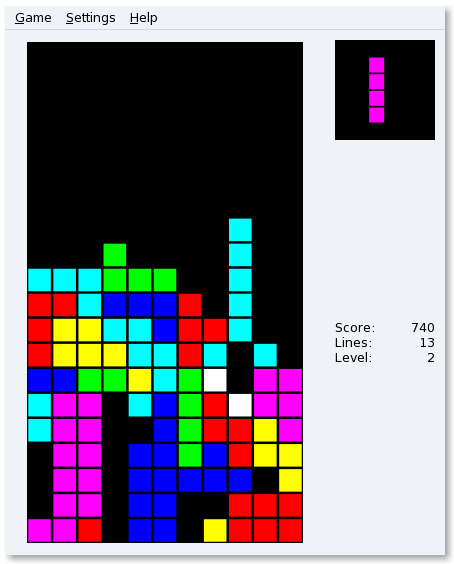
Juego típico desarrollándose en Gnometris.

Gnometris, también llamado Quadrapassel, es un juego del entorno de escritorio GNOME y forma parte del kit de juegos de GNOME Games que viene incluido en el software de GNOME. Gnometris es un sencillo emulador del conocido juego Tetris.

## Temática
La temática del juego es simple e idéntica a la del tetris: sucesivamente y de manera aleatoria van cayendo piezas a una superficie, tales piezas deben administrarse de forma tal que su acomodación forme líneas rectas horizontales llenas; cuando en la superficie se ha conseguido llenar una línea del tablero ésta se borra y las demás piezas caen un nivel abajo liberando espacio para las demás piezas.
El juego concluye cuando la torre de piezas supera el límite del tablero, momento en el que se despliega el cuadro de puntaje donde se procederá a anota un nombre de usuario y dejar registrados en la máquina el puntaje obtenido.

## La Construcción

Piezas del Tetris

La construcción es la edificación que se va armando en el transcurso del juego, su forma es enteramente dinámica y dependerá de la forma en que la vaya erigiendo el propio usuario, y del juego, pues su algoritmo hace que se lancen piezas al azar y cada una de un color aleatorio, si se especifica en las opciones.

## Impacto
Al ser una versión del tetris, su práctica (siempre y cuando se con moderación) puede agilizar los procesos mentales y fortalecer ciertas áreas del cerebro encargadas de la destreza; contribuye al desarrollo del pensamiento rápido induciendo prácticas que corresponden a la toma de decisiones. Mucha gente suele ver al tetris como un simple juego sin prestar mucha atención a lo que su sistema de estrategia y táctica permite, subconscientemente, desarrollar y mejorar en el cerebro y la coordinación de ideas [cita requerida].